# 佐藤昌文
佐藤昌文，日本男性動畫演出家、動畫導演。
以前別名「佐藤昌文」、參加動畫製作。近年統一使用名義參加。

## 來歷
動畫工房出身。早年活躍於動畫的作畫工作，2000年代前半之後轉向朝演出發展，參加Sunshine Corporation動畫的下游作業為中心。從2005年的電視動畫《我愛美樂蒂》開始，常參加森真琴執導作品的演出工作，並以助理導演曾經負責2013年的《寶石寵物 Kira☆Deco！》和2015年的《星光樂園》。負責演出以來參加許多STUDIO COMET和STUDIO GUTS的作品，目前龍之子製作公司有他的專屬工作席。
導演處女作是2007年電視動畫《Saint October》，然後擔任2014年《電器街的漫畫店》、2021年《開掛藥師的異世界悠閒生活 ～到異世界開藥房去～》的導演。這些導演作品涉及許多森脇真琴負責編劇、分鏡和演出的作品。

## 作品列表

### 電視動畫
1987年
- 機甲戰記威龍（－1988年，動畫）

1992年
- 小巫仙（－1993年，原畫）
- 百變小姬子（－1993年，原畫）

1994年
- 小紅帽恰恰（－1995年，原畫）

1995年
- H2（－1996年，原畫）

1996年
- 烏龍派出所（－2004年，原畫）

1997年
- 神奇寶貝（－2002年，作畫監督、原畫）

1998年
- 快傑蒸氣偵探團 TV ANIMATION SERIES（－1999年，原畫）

1999年
- 網路安琪兒（－2000年，原畫）
- To Heart（原畫）
- 宇宙戰艦山本洋子（原畫）
- 仙魔大戰2000（日语：ビックリマン2000）（－2000年，原畫）
- 地球防衛企業（－2000年，原畫）

2000年
- 哈姆太郎（－2006年，原畫）

2001年
- 破邪巨星G彈劾凰（原畫）
- 辣妹當家（－2002年，分鏡）
- 學園戰記無量（日语：学園戦記ムリョウ）（原畫）

2002年
- 天地無用！GXP（原畫）
- 東京地底奇兵（分鏡、演出）
- 神世紀傳火星（日语：マーズ (漫画)）（－2003年，分鏡、演出）

2003年
- STRATOS 4（日语：ストラトス・フォー）（演出）
- E'S OTHERWISE（分鏡、演出）
- 真珠美人魚Pure（原畫）
- 音速小子X（分鏡、演出）
- 最遊記RELOAD（分鏡、演出）

2004年
- Keroro軍曹（－2011年，分鏡、演出）
- 校園迷糊大王（分鏡、演出）
- 老師的時間（分鏡、演出）

2005年
- 我愛美樂蒂（分鏡、演出）
- 極限女孩（分鏡）

2006年
- 校園迷糊大王 二學期（分鏡、演出）
- 我愛美樂蒂：輕鬆舒暢♪（分鏡、演出）
- 忍者少女！（演出）
- 童話槍手小紅帽（－2007年，演出）
- （分鏡）

2007年
- Saint October（導演、分鏡、演出）
- 萌少女的戀愛時光（分鏡、演出）

2008年
- 小雙俠 (2008年版)（－2009年，分鏡、演出）
- 狂亂家族日記（分鏡、演出、ED演出）
- 我愛美樂蒂：Kirara★（－2009年，分鏡）

2009年
- 變身！公主偶像（－2010年，分鏡、演出）
- 戰場女武神（分鏡）

2010年
- 薄櫻鬼（原畫）

2011年
- 惡魔奶爸（－2012年，分鏡、演出）
- 紙箱戰機（分鏡、演出）

2012年
- 偵探歌劇 少女福爾摩斯 第2幕（分鏡、演出）
- 寶石寵物 Kira☆Deco！（－2013年，助理導演、分鏡、演出）

2013年
- 寶石寵物 Happiness（分鏡、演出）
- 紙箱戰機WARS（分鏡、演出、原畫）

2014年
- 電器街的漫畫店（導演、分鏡、演出、插入歌作詞&作曲）

2015年
- 星光樂園（－2017年，助理導演、編劇、分鏡、演出、PriPara LIVE演出）

2017年
- 偶像時間星光樂園（－2018年，副導演、演出、PriPara LIVE演出）

2018年
- 星光頻道（PriPara LIVE演出）
- 百鍊霸王與聖約女武神（分鏡、演出、作畫監督）

2019年
- B-PROJECT ～鼓動＊Ambitious～（演出）
- RobiHachi（分鏡、演出）
- 入間同學入魔了！（演出）

2020年
- 暗黑破壞神在身邊。（分鏡）

2021年
- 開掛藥師的異世界悠閒生活 ～到異世界開藥房去～（導演[2]）
- 無敵俠 舞動的英雄（日语：MUTEKING THE Dancing HERO）（副導演、戰鬥舞蹈導演）[3]

2022年
- 東京喵喵NEW～♡（分鏡）

2024年
- 怪人的沙拉碗（導演）

### OVA
1991年
- 超人洛克 新世界戰隊（日语：超人ロック）（原畫）

1992年
- 絕愛 -1989-（日语：絶愛-1989-）（原畫）

1994年
- KIZUNA -絆-（日语：KIZUNA）（動畫檢查）
- 高校武鬥傳 克羅茲2（動畫檢查）
- 放學後的辦公室（日语：放課後の職員室）（原畫）
- 銀河英雄傳說 第3期（動畫檢查）

1995年
- 搞怪拍檔 FLASH2（原畫）
- 新海底軍艦（原畫）

1996年
- 銀河帝國的滅亡·外傳 蒼狼傳說（日语：蒼き狼たちの伝説）（原畫）[注 1]

1998年
- BEYOND（原畫）[注 2]
- 閃電霹靂車SIN（－2000年，原畫）

### 電影動畫
1986年
- 劇場版 金肉人II世：紐約危機一髮！（動畫）

2015年
- 蠟筆小新：我的搬家物語 仙人掌大襲撃（演出）

2016年
- 劇場版 星光樂園：大家的憧憬♪去吧☆星光巴黎（助理導演、分鏡[注 3]、演出）

### 網路動畫
2021年
- IDOL LAND 星光樂園（PriPara LIVE演出）

## 腳註

## 相關項目
- 日本動畫師列表
- 動畫工房
- Sunshine Corporation（日语：サンシャインコーポレーション）

## 外部連結
- 佐藤昌文的X（前Twitter） （日語）